# بگوال بندی
بگوال بندی (به انگلیسی: Bagwal Bandi) یک منطقهٔ مسکونی در پاکستان است که در خیبر پختونخوا واقع شده‌است. بگوال بندی ۹۵۴ متر بالاتر از سطح دریا واقع شده‌است.